# Eerste Chinese overheersing van Vietnam
De eerste Chinese overheersing van Vietnam was in de geschiedenis van Vietnam de periode van 111 v.Chr. tot 40 n.Chr.. Tijdens die periode stond Vietnam onder het gezag van de Chinese Han-dynastie. Het was een land dat Nanyue heette, en omvatte het huidige Noord-Vietnam, Guangxi en West-Guangdong.
In 111 v.Chr. lijfde de Han-dynastie Vietnam in. Het gebied werd onderverdeeld in negen provincies en de hoofdstad bevond zich te Long Bien (Long Biên, nu te Hanoi).
In het jaar 40 stond de provincie Giao Chi (Giao Chỉ) onder het gezag van To Dinh (Tô Định). Deze zou een wreed man zijn geweest. Hij executeerde ene Thi Sach (Thi Sách). Zijn vrouw Trung Trac (Trưng Trắc) kwam hierop samen met haar zus in opstand. Zij leidden de Trung-rebellie (Vietnamees: Hai Bà Trưng, letterlijk: "Twee Trung-Vrouwen"). Ze namen 65 steden in en ze werden beide koningin van het land. Twee jaar later echter werden ze verslagen en begon de tweede Chinese overheersing van Vietnam.

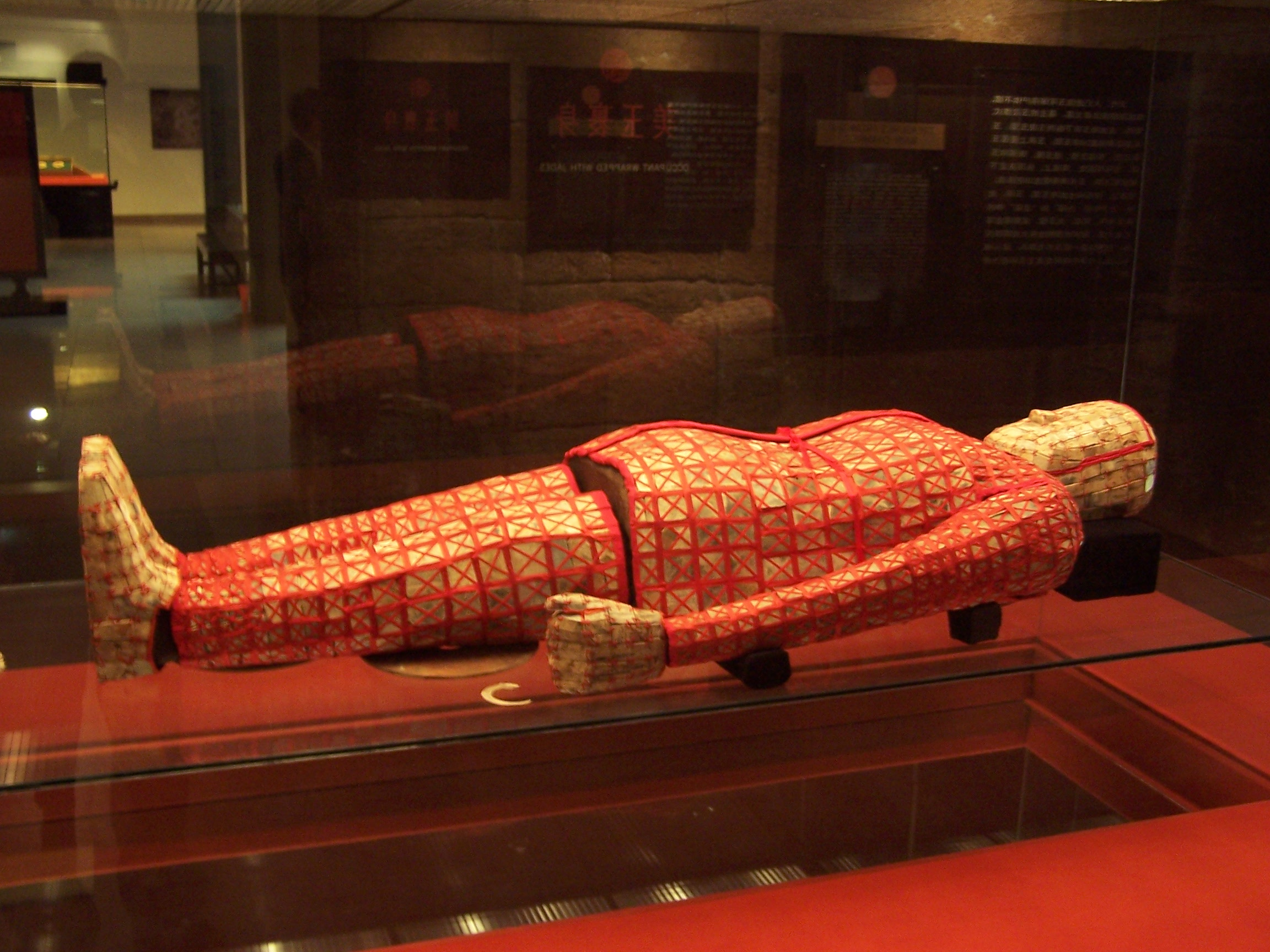
Jadebegrafeniskostuum van een Han-koning van Nanyue